# Elitserien w piłce siatkowej mężczyzn (2021/2022)
Elitserien 2021/2022 – 61. sezon mistrzostw Szwecji w piłce siatkowej zorganizowany przez Szwedzki Związek Piłki Siatkowej (Svenska Volleybollförbundet). Zainaugurowany został 25 września 2021 roku i trwał do 26 kwietnia 2022 roku.
W Elitserien uczestniczyło 11 drużyn. Rozgrywki składały się z fazy zasadniczej oraz fazy play off, w ramach której odbyły się ćwierćfinały, półfinały, mecze o 3. miejsce oraz finały.
Po raz dziesiąty mistrzem Szwecji został Hylte/Halmstad VBK, który w finałach fazy play-off pokonał Falkenbergs VBK. Trzecie miejsce zajął Floby VK.
W sezonie 2021/2022 żaden szwedzki klub nie uczestniczył w europejskich pucharach.

## System rozgrywek
Elitserien w sezonie 2021/2022 składała się z fazy zasadniczej oraz fazy play-off (SM-slutspelet).

### Faza zasadnicza
W fazie zasadniczej 11 drużyn rozegrało ze sobą po dwa spotkania systemem kołowym (każdy z każdym – mecz u siebie i rewanż na wyjeździe). Osiem najlepszych drużyn awansowało do fazy play-off. Pozostałe zakończyły udział w rozgrywkach.
RIG Falköping niezależnie od osiągniętych wyników uczestniczył wyłącznie w fazie zasadniczej.

### Faza play-off
Faza play-off składała się z ćwierćfinałów, półfinałów, meczów o 3. miejsce oraz finałów.
Ćwierćfinały

W ćwierćfinałach fazy play-off uczestniczyło osiem najlepszych zespołów fazy zasadniczej. Miejsce zajęte przez poszczególne drużyny w fazie zasadniczej decydowało o kolejności wyboru przeciwnika. Drużyny z miejsc 1-4 decydowały z kim z zespołów 5-8 utworzą pary ćwierćfinałowe, z tym że jako pierwszy wyboru dokonywał zwycięzca fazy zasadniczej itd. Ostatnią parę utworzyła drużyna, która w fazie zasadniczej zajęła 4. miejsce z tą, która nie została do tego momentu wybrana.
| Nr pary | Drużyna 1                                            | Drużyna 2                                                                           |
| ------- | ---------------------------------------------------- | ----------------------------------------------------------------------------------- |
| 1       | drużyna, która zajęła 1. miejsce w fazie zasadniczej | pierwsza wybrana drużyna spośród tych, które w fazie zasadniczej zajęły miejsca 5-8 |
| 2       | drużyna, która zajęła 2. miejsce w fazie zasadniczej | druga wybrana drużyna spośród tych, które w fazie zasadniczej zajęły miejsca 5-8    |
| 3       | drużyna, która zajęła 3. miejsce w fazie zasadniczej | trzecia wybrana drużyna spośród tych, które w fazie zasadniczej zajęły miejsca 5-8  |
| 4       | drużyna, która zajęła 4. miejsce w fazie zasadniczej | niewybrana drużyna spośród tych, które w fazie zasadniczej zajęły miejsca 5-8       |

Rywalizacja toczyła się do trzech zwycięstw. Gospodarzem pierwszego i potencjalnie czwartego meczu była drużyna, która w fazie zasadniczej zajęła niższe miejsce, natomiast drugiego, trzeciego i potencjalnie piątego meczu – ta, która w fazie zasadniczej zajęła wyższe miejsce.
Półfinały

Pary półfinałowe powstały zgodnie z drabinką turniejową według klucza:
- para 1: zwycięzca w ćwierćfinałowej parze 1 – zwycięzca w ćwierćfinałowej parze 4;
- para 2: zwycięzca w ćwierćfinałowej parze 2 – zwycięzca w ćwierćfinałowej parze 3.

Rywalizacja toczyła się do trzech zwycięstw ze zmianą gospodarza po każdym meczu. Gospodarzami pierwszego spotkania była drużyna, która w fazie zasadniczej zajęła wyższe miejsce.
Zwycięzcy w parach awansowali do finałów, natomiast przegrani rywalizowali o 3. miejsce.
Mecze o 3. miejsce

O 3. miejsce grali przegrani w parach półfinałowych. Drużyny rozgrywały dwumecz. Jeżeli obie drużyny wygrały po jednym spotkaniu, o tym, który zespół zdobył brązowe medale, decydował tzw. złoty set grany do 15 punktów z dwoma punktami przewagi jednej z drużyn. Gospodarzem pierwszego meczu był zespół, który w fazie zasadniczej zajął niższe miejsce.
Finały

O mistrzostwo grali zwycięzcy w parach półfinałowych. Rywalizacja toczyła się do trzech zwycięstw ze zmianą gospodarza po każdym meczu. Gospodarzem pierwszego spotkania była drużyna, która w fazie zasadniczej zajęła wyższe miejsce.

## Drużyny uczestniczące
| | Elitserien 2021/2022 |    |
| --- | -------------------- | -- |
| HYL | Hylte/Halmstad VBK   | 1  |
| FAL | Falkenbergs VBK      | 2  |
| SOL | Sollentuna VK        | 3  |
| ÖRK | Örkelljunga VK       | 4  |
| HAB | Habo Wolley          | 5  |
| VIN | Vingåkers VK         | 6  |
| LUN | Lunds VK             | 7  |
| SÖD | Södertelge VBK       | 8  |
| UPP | Uppsala VBS          | 9  |
| FLB | Floby VK             | 10 |
| FKÖ | RIG Falköping        | 11 |
| Oznaczenia: - kolumna pierwsza – skróty nazw drużyn wpisane na mapie (jeśli ta została zamieszczona), - kolumna trzecia – miejsce zajęte przez daną drużynę w poprzednim sezonie. |                      |    |

## Rozgrywki

### Tabela wyników
| Gospodarz \ Gość1  | HYL | FAL | SOL | ÖRK | HAB | VIN | LUN | SÖD | UPP | FLB | FKÖ |
| ------------------ | --- | --- | --- | --- | --- | --- | --- | --- | --- | --- | --- |
| Hylte/Halmstad VBK | -   | 3:1 | 3:0 | 3:0 | 3:0 | 3:0 | 3:0 | 3:0 | 3:0 | 3:0 | 3:1 |
| Falkenbergs VBK    | 0:3 | -   | 3:1 | 3:0 | 3:0 | 3:0 | 3:0 | 3:1 | 3:0 | 2:3 | 3:1 |
| Sollentuna VK      | 0:3 | 0:3 | -   | 3:1 | 0:3 | 3:2 | 3:0 | 3:0 | 3:1 | 1:3 | 3:1 |
| Örkelljunga VK     | 0:3 | 0:3 | 0:3 | -   | 3:0 | 3:1 | 3:0 | 3:2 | 2:3 | 3:1 | 2:3 |
| Habo Wolley        | 1:3 | 0:3 | 3:1 | 3:0 | -   | 3:0 | 3:0 | 3:0 | 3:2 | 3:1 | 3:0 |
| Vingåkers VK       | 0:3 | 1:3 | 3:2 | 3:0 | 3:1 | -   | 3:1 | 3:1 | 3:0 | 2:3 | 1:3 |
| Lunds VK           | 0:3 | 1:3 | 3:1 | 2:3 | 3:1 | 1:3 | -   | 0:3 | 3:1 | 1:3 | 3:0 |
| Södertelge VBK     | 1:3 | 1:3 | 2:3 | 3:0 | 1:3 | 0:3 | 2:3 | -   | 0:3 | 0:3 | 3:1 |
| Uppsala VBS        | 0:3 | 0:3 | 0:3 | 3:1 | 3:0 | 1:3 | 3:2 | 3:1 | -   | 3:1 | 2:3 |
| Floby VK           | 0:3 | 0:3 | 3:2 | 3:1 | 2:3 | 3:0 | 3:0 | 3:1 | 3:0 | -   | 3:0 |
| RIG Falköping      | 0:3 | 0:3 | 1:3 | 0:3 | 0:3 | 1:3 | 1:3 | 3:2 | 0:3 | 3:0 | -   |

Źródło: Svenska Volleybollförbundet – Data Project (szw.)
1 Drużyna gospodarzy jest wymieniona po lewej stronie tabeli.
Kolory:
  zwycięstwo gospodarzy 3:0 lub 3:1
  zwycięstwo gospodarzy 3:2
  zwycięstwo gości 3:0 lub 3:1
  zwycięstwo gości 3:2

### Tabela
| Lp. | Drużyna            | Pkt | Mecze | Mecze | Mecze | Rodzaj wyniku | Rodzaj wyniku | Rodzaj wyniku | Rodzaj wyniku | Rodzaj wyniku | Rodzaj wyniku | Sety | Sety | Sety  | Małe punkty | Małe punkty | Małe punkty |
| Lp. | Drużyna            | Pkt | M     | W     | P     | 3:0           | 3:1           | 3:2           | 2:3           | 1:3           | 0:3           | wyg. | prz. | stos. | zdob.       | str.        | stos.       |
| --- | ------------------ | --- | ----- | ----- | ----- | ------------- | ------------- | ------------- | ------------- | ------------- | ------------- | ---- | ---- | ----- | ----------- | ----------- | ----------- |
| 1   | Hylte/Halmstad VBK | 60  | 20    | 20    | 0     | 16            | 4             | 0             | 0             | 0             | 0             | 60   | 4    | 15    | 1602        | 1164        | 1.38        |
| 2   | Falkenbergs VBK    | 52  | 20    | 17    | 3     | 11            | 6             | 0             | 1             | 1             | 1             | 54   | 15   | 3.6   | 1675        | 1381        | 1.21        |
| 3   | Habo Wolley        | 34  | 20    | 12    | 8     | 7             | 3             | 2             | 0             | 3             | 5             | 39   | 31   | 1.26  | 1582        | 1543        | 1.03        |
| 4   | Floby VK           | 34  | 20    | 12    | 8     | 5             | 4             | 3             | 1             | 3             | 4             | 41   | 34   | 1.21  | 1728        | 1620        | 1.07        |
| 5   | Vingåkers VK       | 31  | 20    | 10    | 10    | 3             | 6             | 1             | 2             | 3             | 5             | 37   | 38   | 0.97  | 1648        | 1632        | 1.01        |
| 6   | Sollentuna VK      | 30  | 20    | 10    | 10    | 4             | 4             | 2             | 2             | 4             | 4             | 38   | 38   | 1     | 1650        | 1694        | 0.97        |
| 7   | Uppsala VBS        | 24  | 20    | 8     | 12    | 3             | 3             | 2             | 2             | 3             | 7             | 31   | 43   | 0.72  | 1528        | 1683        | 0.91        |
| 8   | Örkelljunga VK     | 21  | 20    | 7     | 13    | 3             | 2             | 2             | 2             | 3             | 8             | 28   | 45   | 0.62  | 1552        | 1666        | 0.93        |
| 9   | Lunds VK           | 19  | 20    | 6     | 14    | 1             | 4             | 1             | 2             | 4             | 8             | 26   | 48   | 0.54  | 1607        | 1683        | 0.95        |
| 10  | Södertelge VBK     | 13  | 20    | 3     | 17    | 2             | 1             | 0             | 4             | 7             | 6             | 24   | 52   | 0.46  | 1536        | 1782        | 0.86        |
| 11  | RIG Falköping      | 12  | 20    | 5     | 15    | 1             | 1             | 3             | 0             | 7             | 8             | 22   | 52   | 0.42  | 1490        | 1750        | 0.85        |

Źródło: Svenska Volleybollförbundet – Data Project (szw.)
Punktacja: 3:0 i 3:1 – 3 pkt; 3:2 – 2 pkt; 2:3 – 1 pkt; 1:3 i 0:3 – 0 pkt
Zasady ustalania kolejności: 1. liczba punktów; 2. liczba zwycięstw; 3. stosunek setów; 4. stosunek małych punktów; 5. bilans w bezpośrednich meczach
     faza play-off

## Faza play-off

### Drabinka
|  |              |                    |              |                 |              |              |              |   |                    |              |              |              |           |           |                    |                    |                    |                    |                    |                    |                    |        |        |        |        |
|  | Ćwierćfinały | Ćwierćfinały       | Ćwierćfinały | Ćwierćfinały    | Ćwierćfinały | Ćwierćfinały | Ćwierćfinały |   |                    | Półfinały    | Półfinały    | Półfinały    | Półfinały | Półfinały | Półfinały          | Półfinały          |                    |                    | Finały             | Finały             | Finały             | Finały | Finały | Finały | Finały |
|  | Ćwierćfinały | Ćwierćfinały       | Ćwierćfinały | Ćwierćfinały    | Ćwierćfinały | Ćwierćfinały | Ćwierćfinały |   |                    | Półfinały    | Półfinały    | Półfinały    | Półfinały | Półfinały | Półfinały          | Półfinały          |                    |                    | Finały             | Finały             | Finały             | Finały | Finały | Finały | Finały |
|  |              |                    |              |                 |              |              |              |   |                    |              |              |              |           |           |                    |                    |                    |                    |                    |                    |                    |        |        |        |        |
|  |              |                    |              |                 |              |              |              |   |                    |              |              |              |           |           |                    |                    |                    |                    |                    |                    |                    |        |        |        |        |
|  | 1            | Hylte/Halmstad VBK | 3            | 3               | 3            |              |              |   |                    |              |              |              |           |           |                    |                    |                    |                    |                    |                    |                    |        |        |        |        |
|  | 1            | Hylte/Halmstad VBK | 3            | 3               | 3            |              |              |   |                    |              |              |              |           |           |                    |                    |                    |                    |                    |                    |                    |        |        |        |        |
|  | 8            | Örkelljunga VK     | 0            | 0               | 0            |              |              |   |                    |              |              |              |           |           |                    |                    |                    |                    |                    |                    |                    |        |        |        |        |
|  | 8            | Örkelljunga VK     | 0            | 0               | 0            |              |              | 1 | Hylte/Halmstad VBK | 3            | 3            | 3            |           |           |                    |                    |                    |                    |                    |                    |                    |        |        |        |        |
|  |              |                    |              |                 |              |              |              | 1 | Hylte/Halmstad VBK | 3            | 3            | 3            |           |           |                    |                    |                    |                    |                    |                    |                    |        |        |        |        |
|  |              |                    | 4            | Floby VK        | 0            | 2            | 0            |   |                    |              |              |              |           |           |                    |                    |                    |                    |                    |                    |                    |        |        |        |        |
|  | 4            | Floby VK           | 4            | Floby VK        | 0            | 2            | 0            | 3 | 3                  | 3            |              |              |           |           |                    |                    |                    |                    |                    |                    |                    |        |        |        |        |
|  | 4            | Floby VK           |              |                 |              |              |              |   |                    |              |              |              |           |           |                    |                    |                    |                    |                    |                    |                    |        |        |        |        |
|  | 6            | Sollentuna VK      | 2            | 0               | 1            |              |              |   |                    |              |              |              |           |           |                    |                    |                    |                    |                    |                    |                    |        |        |        |        |
|  | 6            | Sollentuna VK      | 2            | 0               | 1            |              |              | 1 | Hylte/Halmstad VBK | 3            | 2            | 3            | 3         |           |                    |                    |                    |                    |                    |                    |                    |        |        |        |        |
|  |              |                    |              |                 |              |              |              |   |                    |              |              |              |           |           |                    |                    |                    |                    |                    |                    |                    |        |        |        |        |
|  |              |                    | 2            | Falkenbergs VBK | 0            | 3            | 0            | 0 |                    |              |              |              |           |           |                    |                    |                    |                    |                    |                    |                    |        |        |        |        |
|  | 2            | Falkenbergs VBK    | 2            | Falkenbergs VBK | 0            | 3            | 0            | 0 | 3                  | 3            | 3            |              |           |           |                    |                    |                    |                    |                    |                    |                    |        |        |        |        |
|  | 2            | Falkenbergs VBK    |              |                 |              |              |              |   |                    |              |              |              |           |           |                    |                    |                    |                    |                    |                    |                    |        |        |        |        |
|  | 7            | Uppsala VBS        | 0            | 0               | 0            |              |              |   |                    |              |              |              |           |           |                    |                    |                    |                    |                    |                    |                    |        |        |        |        |
|  | 7            | Uppsala VBS        | 0            | 0               | 0            |              |              | 2 | Falkenbergs VBK    | 3            | 3            | 3            |           |           | Mecze o 3. miejsce | Mecze o 3. miejsce | Mecze o 3. miejsce | Mecze o 3. miejsce | Mecze o 3. miejsce | Mecze o 3. miejsce | Mecze o 3. miejsce |        |        |        |        |
|  |              |                    |              |                 |              |              |              | 2 | Falkenbergs VBK    | 3            | 3            | 3            |           |           | Mecze o 3. miejsce | Mecze o 3. miejsce | Mecze o 3. miejsce | Mecze o 3. miejsce | Mecze o 3. miejsce | Mecze o 3. miejsce | Mecze o 3. miejsce |        |        |        |        |
|  |              |                    | 5            | Vingåkers VK    | 0            | 1            | 0            |   |                    |              |              |              |           |           |                    |                    |                    |                    |                    |                    |                    |        |        |        |        |
|  | 3            | Habo Wolley        | 5            | Vingåkers VK    | 0            | 1            | 0            | 1 | 1                  | 0            |              |              |           |           |                    |                    |                    |                    |                    |                    |                    |        |        |        |        |
|  | 3            | Habo Wolley        |              |                 |              |              |              |   |                    |              |              | 4            | Floby VK  | Floby VK  | Floby VK           | Floby VK           | 3                  | 3                  |                    |                    |                    |        |        |        |        |
|  | 5            | Vingåkers VK       | 3            | 3               | 3            |              |              |   |                    |              |              | 4            | Floby VK  | Floby VK  | Floby VK           | Floby VK           | 3                  | 3                  |                    |                    |                    |        |        |        |        |
|  | 5            | Vingåkers VK       | 3            | 3               | 3            |              |              | 5 | Vingåkers VK       | Vingåkers VK | Vingåkers VK | Vingåkers VK | 0         | 0         |                    |                    |                    |                    |                    |                    |                    |        |        |        |        |
|  |              |                    |              |                 |              |              |              | 5 | Vingåkers VK       | Vingåkers VK | Vingåkers VK | Vingåkers VK | 0         | 0         |                    |                    |                    |                    |                    |                    |                    |        |        |        |        |

### Ćwierćfinały
(do trzech zwycięstw)
| Data                   | Godz.                  | Gospodarz              | Rezultat                                | Gość               | Widzów             |
| ---------------------- | ---------------------- | ---------------------- | --------------------------------------- | ------------------ | ------------------ |
| Hylte/Halmstad VBK (1) | Hylte/Halmstad VBK (1) | Hylte/Halmstad VBK (1) | 3 – 0                                   | (8) Örkelljunga VK | (8) Örkelljunga VK |
| 12.03.2022             | 15:00                  | Örkelljunga VK         | 0:3 (15:25, 22:25, 17:25)               | Hylte/Halmstad VBK | 104                |
| 15.03.2022             | 19:00                  | Hylte/Halmstad VBK     | 3:0 (25:16, 25:15, 25:18)               | Örkelljunga VK     | 40                 |
| 20.03.2022             | 16:30                  | Hylte/Halmstad VBK     | 3:0 (25:15, 25:20, 25:19)               | Örkelljunga VK     | 45                 |
| Floby VK (4)           | Floby VK (4)           | Floby VK (4)           | 3 – 0                                   | (6) Sollentuna VK  | (6) Sollentuna VK  |
| 12.03.2022             | 17:00                  | Sollentuna VK          | 2:3 (14:25, 25:23, 27:25, 17:25, 14:16) | Floby VK           | 100                |
| 17.03.2022             | 19:00                  | Floby VK               | 3:0 (25:20, 25:18, 25:15)               | Sollentuna VK      | 225                |
| 19.03.2022             | 15:00                  | Floby VK               | 3:1 (25:19, 25:23, 23:25, 25:22)        | Sollentuna VK      | 215                |
| Falkenbergs VBK (2)    | Falkenbergs VBK (2)    | Falkenbergs VBK (2)    | 3 – 0                                   | (7) Uppsala VBS    | (7) Uppsala VBS    |
| 13.03.2022             | 16:00                  | Uppsala VBS            | 0:3 (20:25, 14:25, 20:25)               | Falkenbergs VBK    | 147                |
| 16.03.2022             | 19:00                  | Falkenbergs VBK        | 3:0 (25:14, 25:20, 27:25)               | Uppsala VBS        | 118                |
| 19.03.2022             | 15:00                  | Falkenbergs VBK        | 3:0 (25:19, 26:24, 25:17)               | Uppsala VBS        | 124                |
| Habo Wolley (3)        | Habo Wolley (3)        | Habo Wolley (3)        | 0 – 3                                   | (5) Vingåkers VK   | (5) Vingåkers VK   |
| 12.03.2022             | 14:00                  | Vingåkers VK           | 3:1 (25:18, 25:21, 17:25, 25:18)        | Habo Wolley        | 273                |
| 17.03.2022             | 19:00                  | Habo Wolley            | 1:3 (25:16, 21:25, 21:25, 17:25)        | Vingåkers VK       | 256                |
| 20.03.2022             | 16:00                  | Habo Wolley            | 0:3 (16:25, 17:25, 16:25)               | Vingåkers VK       | 267                |

### Półfinały
(do trzech zwycięstw)
| Data                   | Godz.                  | Gospodarz              | Rezultat                                | Gość               | Widzów           |
| ---------------------- | ---------------------- | ---------------------- | --------------------------------------- | ------------------ | ---------------- |
| Hylte/Halmstad VBK (1) | Hylte/Halmstad VBK (1) | Hylte/Halmstad VBK (1) | 3 – 0                                   | (4) Floby VK       | (4) Floby VK     |
| 03.04.2022             | 16:30                  | Hylte/Halmstad VBK     | 3:0 (25:10, 25:19, 25:19)               | Floby VK           | 120              |
| 07.04.2022             | 19:00                  | Floby VK               | 2:3 (17:25, 25:19, 23:25, 25:23, 10:15) | Hylte/Halmstad VBK | 261              |
| 09.04.2022             | 16:30                  | Hylte/Halmstad VBK     | 3:0 (25:17, 25:15, 25:19)               | Floby VK           | 135              |
| Falkenbergs VBK (2)    | Falkenbergs VBK (2)    | Falkenbergs VBK (2)    | 3 – 0                                   | (5) Vingåkers VK   | (5) Vingåkers VK |
| 02.04.2022             | 15:00                  | Falkenbergs VBK        | 3:0 (25:20, 25:22, 25:19)               | Vingåkers VK       | 221              |
| 06.04.2022             | 19:00                  | Vingåkers VK           | 1:3 (17:25, 18:25, 25:20, 23:25)        | Falkenbergs VBK    | 295              |
| 09.04.2022             | 15:00                  | Falkenbergs VBK        | 3:0 (25:19, 25:17, 25:19)               | Vingåkers VK       | 230              |

### Mecze o 3. miejsce
(dwumecz)
| Data         | Godz.        | Gospodarz    | Rezultat                  | Gość             | Widzów           |
| ------------ | ------------ | ------------ | ------------------------- | ---------------- | ---------------- |
| Floby VK (4) | Floby VK (4) | Floby VK (4) | 2 – 0                     | (5) Vingåkers VK | (5) Vingåkers VK |
| 16.04.2022   | 14:00        | Vingåkers VK | 0:3 (21:25, 19:25, 14:25) | Floby VK         | 178              |
| 23.04.2022   | 15:00        | Floby VK     | 3:0 (25:21, 25:14, 25:19) | Vingåkers VK     | 230              |

### Finały
(do trzech zwycięstw)
| Data                   | Godz.                  | Gospodarz              | Rezultat                                | Gość                | Widzów              |
| ---------------------- | ---------------------- | ---------------------- | --------------------------------------- | ------------------- | ------------------- |
| Hylte/Halmstad VBK (1) | Hylte/Halmstad VBK (1) | Hylte/Halmstad VBK (1) | 3 – 1                                   | (2) Falkenbergs VBK | (2) Falkenbergs VBK |
| 18.04.2022             | 16:30                  | Hylte/Halmstad VBK     | 3:0 (25:21, 25:18, 25:15)               | Falkenbergs VBK     | 422                 |
| 20.04.2022             | 19:00                  | Falkenbergs VBK        | 3:2 (12:25, 25:23, 20:25, 25:21, 15:13) | Hylte/Halmstad VBK  | 362                 |
| 23.04.2022             | 15:00                  | Hylte/Halmstad VBK     | 3:0 (25:23, 25:17, 25:17)               | Falkenbergs VBK     | 425                 |
| 26.04.2022             | 19:00                  | Falkenbergs VBK        | 0:3 (20:25, 21:25, 15:25)               | Hylte/Halmstad VBK  | 532                 |

## Klasyfikacja końcowa
| Poz. | Drużyna            |
| ---- | ------------------ |
| 1.   | Hylte/Halmstad VBK |
| 2.   | Falkenbergs VBK    |
| 3.   | Floby VK           |
| 4.   | Vingåkers VK       |
| 5.   | Habo Wolley        |
| 6.   | Sollentuna VK      |
| 7.   | Uppsala VBS        |
| 8.   | Örkelljunga VK     |
| 9.   | Lunds VK           |
| 10.  | Södertelge VBK     |
| 11.  | RIG Falköping      |

     Eliminacje Ligi Mistrzów 2022/2023
     Puchar Challenge 2022/2023